# Partido da Reforma (Islândia)
O Partido da Reforma (islandês: Viðreisn) é um partido liberal, ecologista e europeísta da Islândia. 
Foi fundado em  2016, como uma cisão do Partido da Independência .
O presidente do partido é Thorgerður Katrín Gunnarsdóttir (2017-).

## Resultados eleitorais
Nas eleições parlamentares de 2016  o partido recebeu 10,5 % dos votos, tendo ganho 7 lugares no Parlamento da Islândia .